# 소이치의 저주의 일기
괴기 서커스(Souichi's Diary of Curses, 双一の呪い日記) 은 일본의 공포 만화가 이토 준지의 만화다.

## 수록 이야기
1. 소이치의 저주의 일기
2. 4중벽 방의 비밀
3. 관
4. 소문
5. 패션모델

## 출판 정보
- 한국
  - 《괴기 서커스》 (시공사, 1999년 9월 1일 출간) ISBN 9788952702654(8952702654)

## 같이 보기
- 이토 준지